# Cooperativa Agrícola Cristo de la Salud
La Cooperativa Cristo de la Salud es una cooperativa española que se encuentra en el municipio de Villatorres (Jaén). Los comienzos se remontan al año 1957, en las instalaciones de los señores Bago Pacovi, "Molino de la Verja", en régimen de alquiler. Se dedica a la producción, envasado y venta de aceite de oliva virgen y virgen extra a todo el mundo.

## Situación de la cooperativa en el siglo XXI
A finales de 2007 se inician las obras de la nueva almazara, terminándose para la campaña 2008/09, coincidiendo con el cincuenta aniversario de la misma. Se inauguró el 16 de octubre de 2009. La Sociedad Cooperativa cuenta con 4.700 hectáreas de olivar, suponiendo un total de 20 millones de kilos de media anual, un rendimiento medio del 22.5% y un total de 820 socios.

## Enlaces de interés
- http://www.scacristodelasalud.com/

- Datos: Q5786278